# Marjan Schwed
Marjan Wassylowytsch Schwed (ukrainisch Мар'ян Васильович Швед, englisch Marian Vasylyovych Shved; * 16. Juli 1997 in Mykolajiw) ist ein ukrainischer Fußballspieler.

## Karriere

### Verein
Schwed begann seine Karriere bei Karpaty Lwiw. Im März 2015 debütierte er für die Profis von Karpaty in der Premjer-Liha, als er am 15. Spieltag der Saison 2014/15 gegen Metalurh Donezk in der Startelf stand. Im April 2015 erzielte er seine ersten beiden Treffer in der höchsten ukrainischen Spielklasse, als er am 21. Spieltag beim 4:1-Sieg gegen Olimpik Donezk zum zwischenzeitlichen 2:0 und 3:1 einnetzte.
Im August 2015 wechselte Schwed nach Spanien zum FC Sevilla. In Sevilla spielte er zunächst in der Jugend; für die U-19-Mannschaft debütierte er im September 2015 in der Youth League. Im Oktober desselben Jahres debütierte er schließlich für die in der Segunda División B spielende Zweitmannschaft, als er am siebten Spieltag der Saison 2015/16 gegen den FC Marbella in Minute 79 für José Amo eingewechselt wurde. Mit Sevilla Atlético konnte er zu Saisonende in die Segunda División aufsteigen.
Ende August 2017 kehrte Schwed zu seinem Jugendclub Karpaty Lwiw zurück, wo er durch starke Leistungen erneut das Interesse internationaler Clubs weckte. Im Januar 2019 wurde er dann für eine Ablösesumme von 2 Millionen Euro von Celtic Glasgow unter Vertrag genommen, verblieb aber bis zum Saisonende in Lwiw.
Zur Saison 2019/20 erfolgte schließlich der Wechsel nach Glasgow, wo er jedoch Anpassungsprobleme hatte und keine Spielzeit bekam. Mitte August 2020 wurde er vom belgischen Erstdivisionär KV Mechelen für die Saison 2020/21 mit anschließender Kaufoption ausgeliehen. Schwed hatte auch in Mechelen zunächst Anpassungsprobleme, bestritt dann aber letztlich doch in dieser Saison 22 von 38 möglichen Ligaspielen, in denen er 4 Tore schoss sowie ein Pokalspiel, in dem er ein Tor schoss. Im Juli 2021 wurde Schwed durch Mechelen im Anschluss an die Leihe fest verpflichtet. Er unterschrieb einen Vertrag mit einer Laufzeit von drei Jahren mit der Option der Verlängerung um ein weiteres Jahr. In der Saison 2021/22 bestritt er 26 von 40 möglichen Ligaspielen für Mechelen mit zwei geschossenen Toren sowie drei Pokalspiele mit einem Tor.
Nachdem er in der neuen Saison 2022/23 drei von sechs möglichen Ligaspielen für Mechelen bestritten hatte, wechselte er Anfang September 2022 zu Schachtar Donezk, wo einen Vertrag mit einer Laufzeit von fünf Jahren unterschrieb.

### Nationalmannschaft
Schwed debütierte im August 2012 gegen die Türkei für die ukrainische U-16-Nationalmannschaft. Im März 2015 spielte er erstmals für die U-18-Auswahl und schließlich im April 2015 auch für das U-19-Team. Im Mai 2016 debütierte er gegen Mazedonien für die U-21-Nationalmannschaft.